# Почётный гражданин Азоло
Почётный гражданин Азоло (итал. Cittadini onorari di Asolo) — звание, учреждённое в 1822 году и присваемое Муниципальным советом Азоло за заслуги перед городом.

## Почётные граждане Азоло (с 1822 года)
| № | Фото | Лауреат (годы жизни)                              | Принадлежность                    | Дата | П.    |
| - | ---- | ------------------------------------------------- | --------------------------------- | ---- | ----- |
| 1 |      | Антонио Канова (итал. Antonio Canova) (1757—1822) | Ломбардо-Венецианское королевство | 1822 | [ 1 ] |
| 2 |      | Фрейя Старк (англ. Freya Stark) (1893—1993)       | Великобритания                    | 1946 | [ 1 ] |
| 3 |      | Луиджи Занеско (итал. Luigi Zanesco) (род. 1935)  | Италия                            | 2003 | [ 1 ] |
| 4 |      | Элио Альбертон (итал. Elio Alberton) (род. 1927)  | Италия                            | 2007 | [ 2 ] |
| 5 |      | Герман Нич (нем. Hermann Nitsch) (род. 1938)      | Австрия                           | 2010 | [ 3 ] |